# 蘭斯·貝斯
蘭斯·貝斯（英語：Lance Bass，1979年5月4日—），全名詹姆士·蘭斯·貝斯，是美國流行歌手、舞者、演員、電影和電視製作人及作家。他在密西西比州長大，後來成為流行男孩團體超級男孩的成員，聲職男低音，走紅歌壇。貝斯挾著超級男孩的知名度投入電影和電視演出，如2001年電影《總有一天戀到你》。他隨後成立「培根與蛋」和「蘭斯·貝斯製作」等公司，亦曾與水星唱片合作設立「自由蘭斯娛樂」音樂經紀公司，現已歇業。
在結束超級男孩的「流行奧德賽巡迴演唱會」後，貝斯搬往俄羅斯星城，試圖藉著宣傳效果搶下一個聯盟號的太空艙座位。他接受數個月的太空人訓練後，獲得美國國家航空暨太空總署和俄羅斯聯邦太空局二者的認證，計畫參與聯盟-TMA-1任務前往國際太空站。然而，由於他的財務贊助人終止合作計畫，貝斯最終退出這場太空任務。
2006年7月，貝斯登上《時人》雜誌封面故事，公開出櫃。同年10月，他獲頒人權運動能見獎，並於翌年10月出版自傳《Out of Sync》，榮登紐約時報暢銷書榜。